# Knut Tallqvist

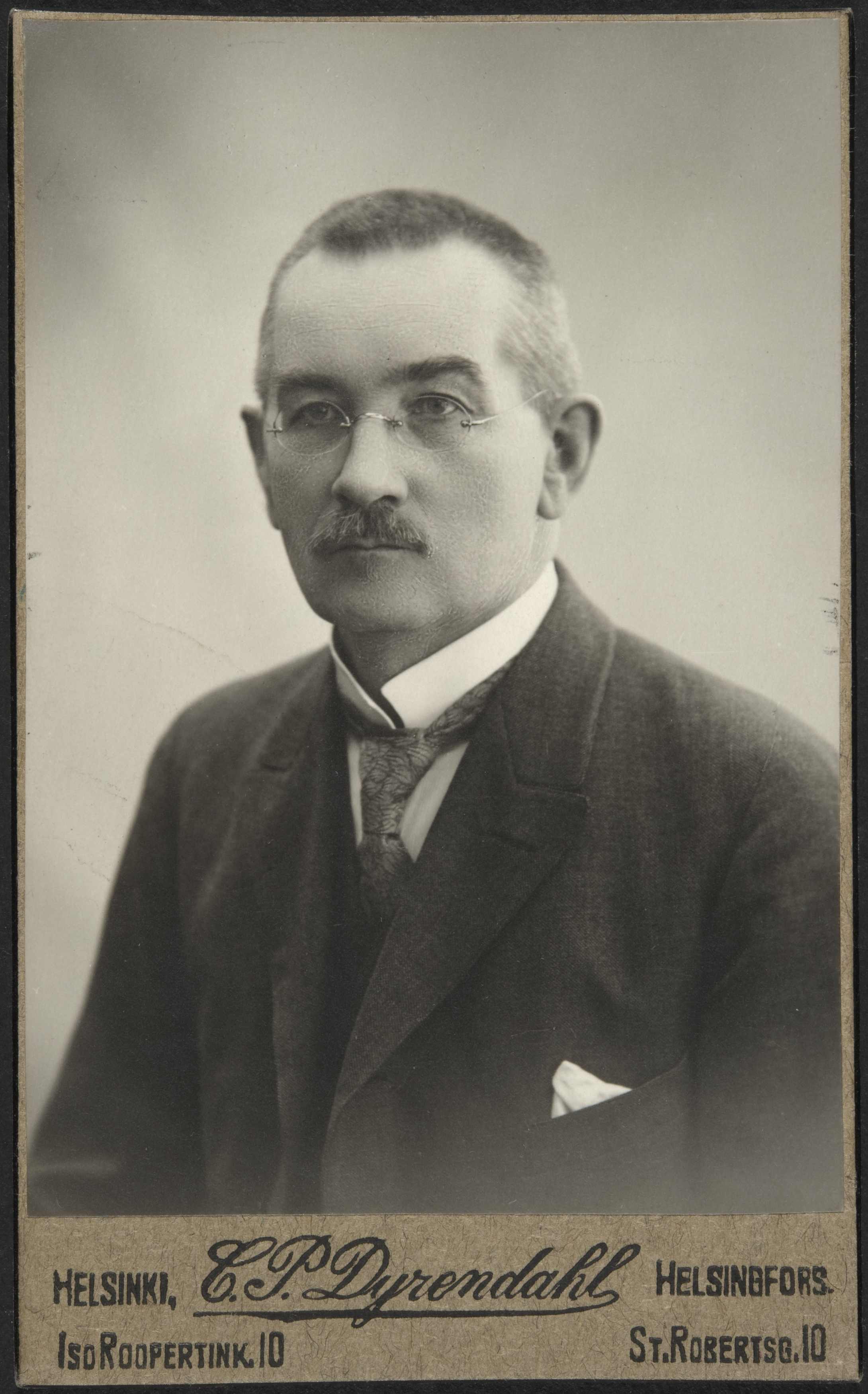
Knut Tallqvist (1924).

Knut Leonard Tallqvist, född 16  mars 1865 i Kyrkslätt, död den 16 augusti 1949 i Helsingfors, var en finländsk orientalist; bror till Verner Tallqvist och kusin till Theodor Tallqvist.

## Biografi
Tallqvist blev student 1883, filosofie licentiat 1890, docent i assyriologi och semitiska språk 1891 samt var professor i orientalisk litteratur 1899-1933 vid Helsingfors universitet. Under studieresor i Tyskland 1888-89 blev han förtrogen med den vetenskap som bedrevs av Friedrich Delitzsch, nämligen assyriologi. Med tiden blev Tallqvist själv betraktad som en av de främsta auktoriteterna inom denna disciplin. Han gjorde 1893-1895 en studieresa till bland annat Syrien, Palestina och Egypten. Tallqvist blev utnämnd till teologie hedersdoktor vid jubelfesten i Lund 1918 och var hedersledamot av Royal Asiatic Society. Han stiftade 1917 Finska orientsällskapet och var dess ordförande till sin död.
Tallqvist skrev många betydelsefulla vetenskapliga arbeten och översatte bland annat Gilgamesheposet till svenska (1954). Tallqvists förnämsta arbeten är Die Sprache der Contracte Nabu-na'ids (1890), Die assyrische Beschwörungsserie Maqlu (i Finska Vetenskapssocietetens "Acta", 1895), Arabische Sprichwörter und Spiele (i Finska Vetenskapssocietetens "Översikt", 1897), Neubabylonisches Namenbuch (samma societets "Acta", 1905), Assyrian Personal Names (1914), Old Assyrian Laws (1921) och Babylonisk-assyrisk religion (1923), varjämte han från en syrisk handskrift översatte Mallarius den store från Egypten (i Finska Vetenskapssocietetens "Översikt", 1894) och utgav en textedition av "Ibn Sa'id kitab el mugrib" (IV, i samma societets "Acta", 1899, med tysk bearbetning) och Georg August Wallins "Bref och dagboksanteckningar" (jämte levnadsteckning, 1905).